# ピアノ三重奏曲第3番 (ブラームス)
ピアノ三重奏曲第3番（ピアノさんじゅうそうきょくだいさんばん）ハ短調 作品101 は、ヨハネス・ブラームスが3番目に作曲したピアノ三重奏曲である。

## 概要
1886年夏、避暑先であったスイスのトゥーン湖畔において書かれた。3年繰り返されたトゥーンへの滞在は実りの多いもので、ブラームスは他にもヴァイオリンソナタ第2番と第3番、チェロソナタ第2番などをここで作曲している。初演は1886年12月20日にブダペストにおいて、ブラームス、イェネー・フバイ、ダーヴィト・ポッパーという顔ぶれで行われた。
ブラームスの創作の後期に属する作品であり、饒舌を控えた書法の中から叙情が感じられる。第1楽章の情熱的な表現や第3楽章の変則的な拍子の試みなどからは、彼の作曲意欲が衰えていないことを窺うことができる。

## 楽曲構成
全4楽章からなり、演奏時間は約20分。
初演を聴いていたピアニストのファニー・デイヴィスは、その際のテンポの設定を書き残している。彼女によると、第1楽章のテンポは4分音符＝104、第2楽章は2分音符＝84-92、第3楽章は4分音符＝72（中間部は付点4分音符＝96）、第4楽章は付点4分音符＝120（メノ・モッソは88）であった。
- 第1楽章 アレグロ・エネルジコ
ハ短調、4分の3拍子、ソナタ形式。
力強い第1主題が序奏なしで示され、変ホ長調の付点リズムによる楽節が続く。変ホ長調の第2主題は、ヴァイオリンとチェロがユニゾンで歌う。展開部は第1主題を集中して扱い、劇的な展開を見せる。再現部の第1主題は省略され、第2主題がハ長調で再現される。コーダは第2展開部の趣を持つ。

- 第2楽章 プレスト・ノン・アッサイ
ハ短調、2分の2拍子。
弦は常に弱音器を付けて奏される、ほの暗い情緒をまとったスケルツォ。ドナルド・フランシス・トーヴィーは「怯えた子供のように急ぎ足で進む」と評している。ヘ短調のトリオは主部とのコントラストが強くなく、リズムに特徴がある。

- 第3楽章 アンダンテ・グラツィオーソ
ハ長調、4分の3拍子＋4分の2拍子、三部形式。
4分の3拍子と4分の2拍子が組み合わさった4分の7拍子を基本として民謡風の旋律が素朴に歌われる。中間部はクアジ・アニマートとやや活動的になり、イ短調で8分の9拍子＋8分の6拍子を基本とする。主部の再現に続いて中間部が回想され、きっぱりと終わる。

- 第4楽章 アレグロ・モルト
ハ短調、8分の6拍子、ソナタ形式。
スケルツォ風の第1主題をヴァイオリンが奏して始まる。ト短調の第2主題はメノ・モッソにテンポを落として提示される。型通りに展開部と再現部が続く。コーダでは第1主題がハ長調に転じ、華々しく終わる。